# 까마중
까마중(black nightshade) 또는 까마종이는 가지과의 한해살이풀로, 한국 및 온대·열대 지역에 걸쳐 널리 분포한다.

## 생태
높이는 20~90 센티미터이다. 가지가 옆으로 많이 퍼지며 원줄기에는 약간의 능선이 나타난다. 잎은 어긋나고 달걀꼴이며 가장자리는 밋밋하거나 물결모양의 톱니가 있다. 꽃은 5~7월에 피며 희고 지름이 6~7 밀리미터이다. 꽃받침은 5갈래로 갈라지고, 꽃부리도 옆으로 퍼지며 5갈래로 갈라지고, 1개의 암술과 5개의 수술이 있다. 열매는 장과로서 둥글며 검게 완전히 익으면 단맛이 있으나 약간 독성이 있는 솔라닌(Solanine)을 함유하므로 주의해야 한다. 또 열매는 기관지염에 효능이 알려져 있으며 외국에서는 약재로 즐겨쓰는 약재료라고 한다.

## 쓰임새
어린 잎은 나물로 먹으며, 성숙한 식물은 열매와 더불어 약재로 쓰인다. 한방에서의 용규는 전초를 말린 것이며, 줄기잎은 해열·산후복통에, 뿌리는 이뇨제로 사용한다.
한방과 민간에서는 풀 전체를 학질, 신경통, 간장, 이뇨, 진통, 종기, 탈항, 부종, 대하증, 좌골 신경통 등에 약으로 쓴다. 꽃과 열매가 달려 있는 가을에 전체를 채집하여 말린다. 이것을 하루분 0.1~0.5그램을 물 0.5리터로 달여 복용하면 해열, 기침멎이, 기관지염, 호흡기 질환, 눈병 등에 효과가 있다고 한다.

## 사진

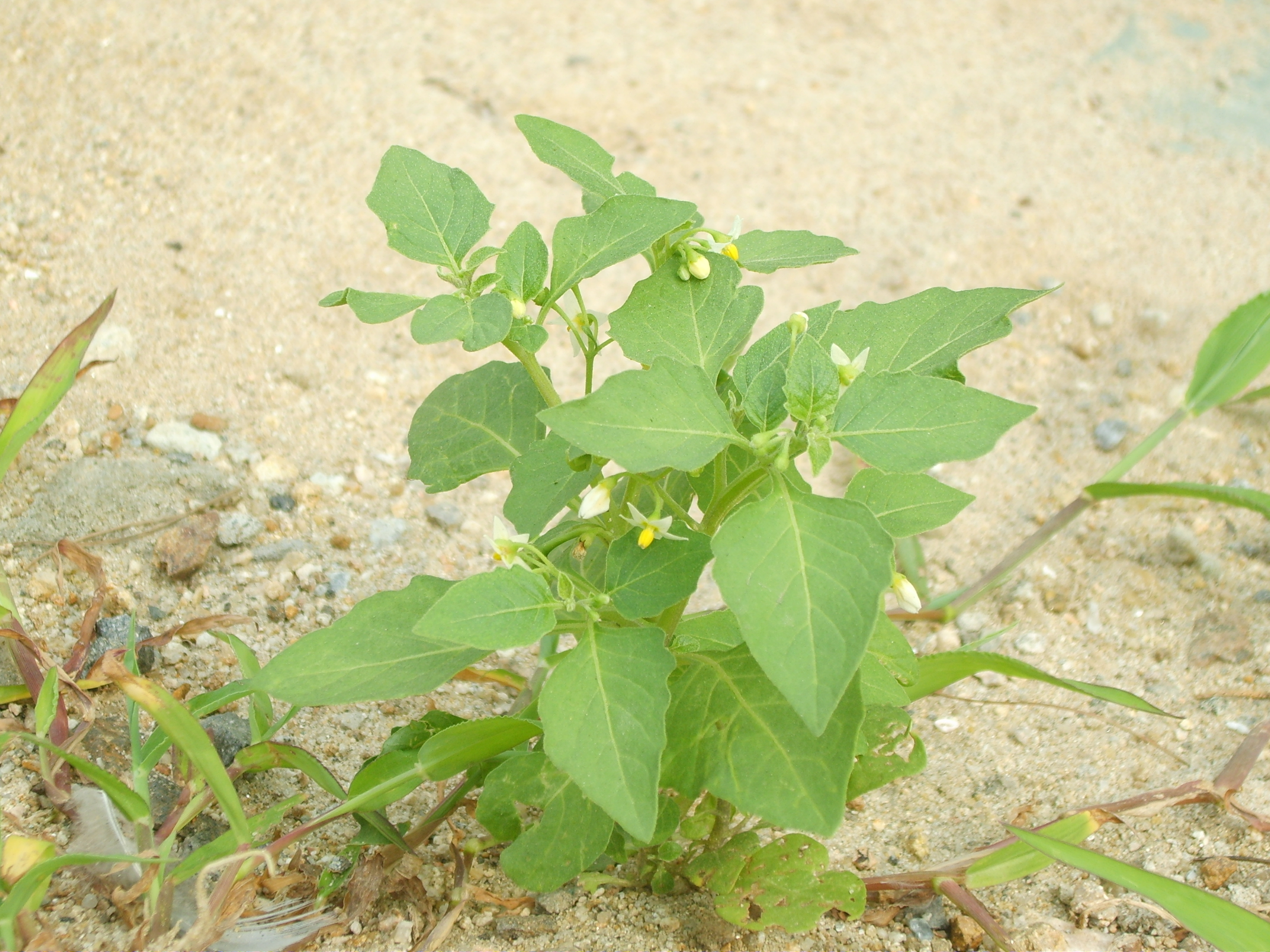
까마중 1
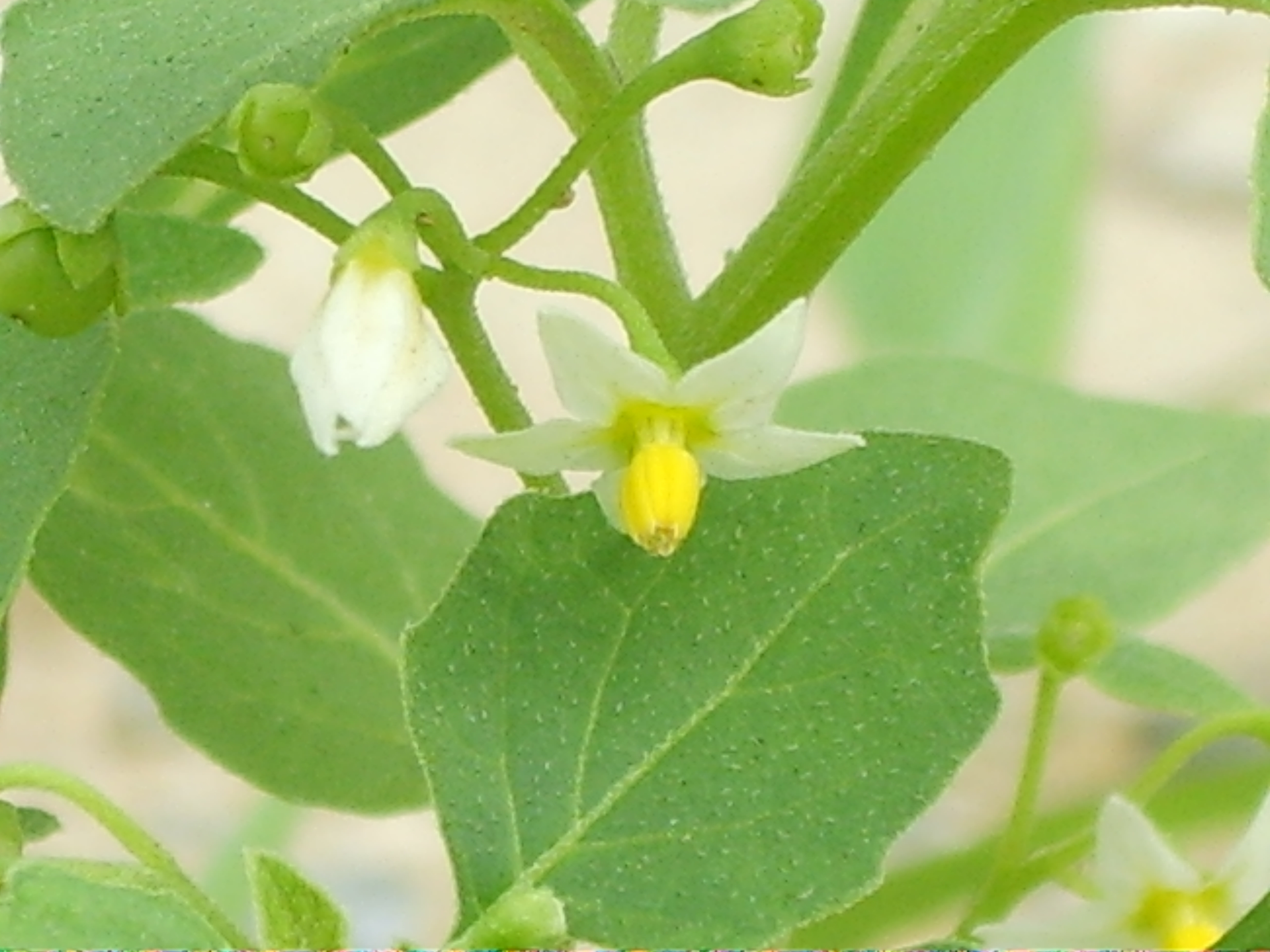
까마중 2
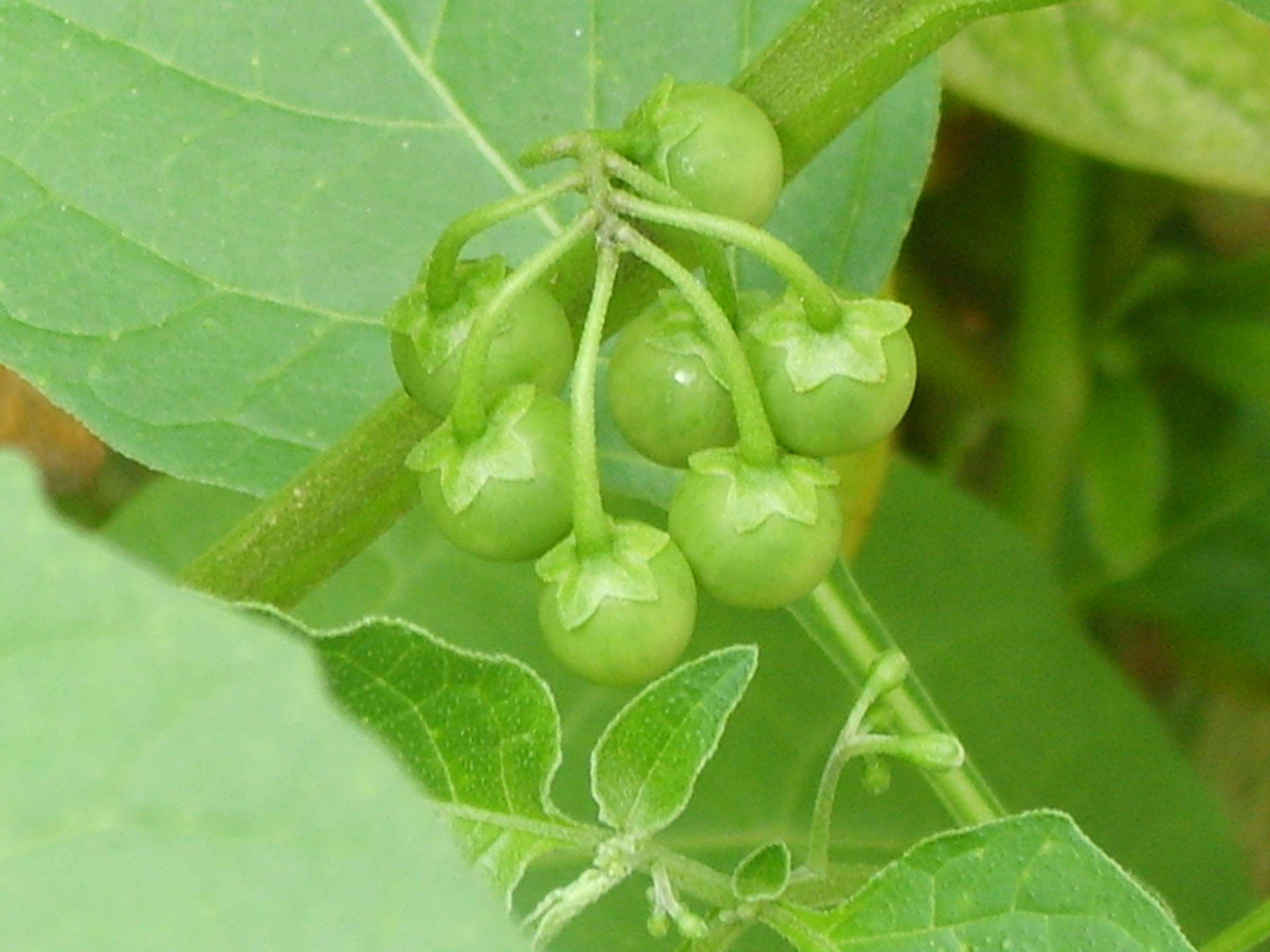
까마중 3
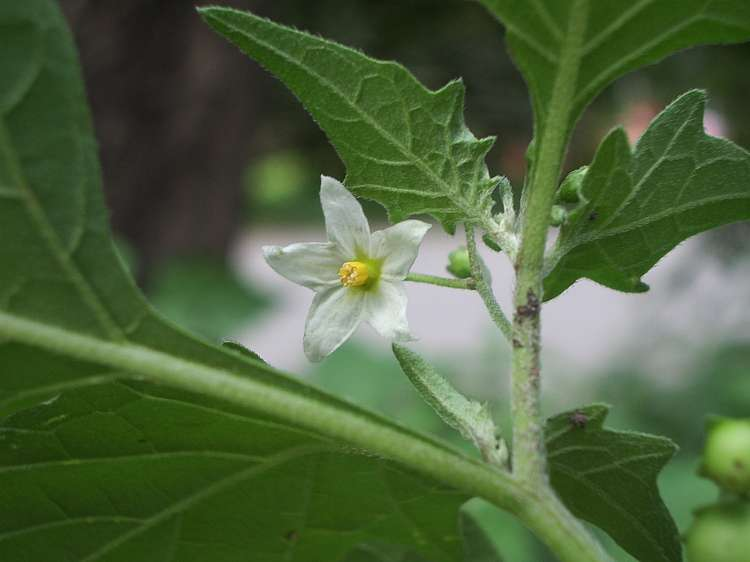
꽃 가까이
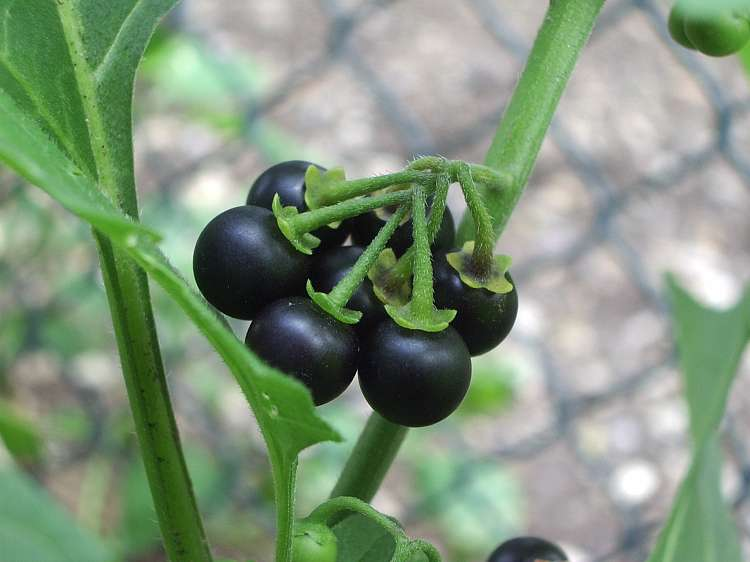
익은 열매

## 참고 문헌
- 이 문서에는 다음커뮤니케이션(현 카카오)에서 GFDL 또는 CC-SA 라이선스로 배포한 글로벌 세계대백과사전의 내용을 기초로 작성된 글이 포함되어 있습니다.